# Kohleria allenii
Kohleria allenii là một loài thực vật có hoa trong họ Tai voi. Loài này được Standl. & L.O. Williams mô tả khoa học đầu tiên năm 1968.